# Patrick Bauchau
Patrick Nicolas Jean Sixte Ghislain Bauchau (* 6. Dezember 1938 in Brüssel) ist ein belgischer Schauspieler.

## Leben
Patrick Bauchau wurde als Sohn von Henry Bauchau, einem Schriftsteller, Psychoanalytiker und Philosophen geboren. Seine Mutter war Erzieherin und leitete einen Verlag.
Er studierte an der University of Oxford moderne Sprachen und begann seine Karriere im französischen Nouvelle-Vague-Kino. Seit den 1960er Jahren spielte er in verschiedenen US-amerikanischen und europäischen Filmen und TV-Produktionen. In den 1970er Jahren machte er eine Schauspielpause. Seine bekanntesten Rollen waren Sydney in der Serie Pretender (1996), der weise Vampirfürst Archon in der Serie Embraced – Clan der Vampire (1996) und der James-Bond-Bösewicht Scarpine in Im Angesicht des Todes (1985). 2005 hatte er einen Gastauftritt in der Krankenhausserie Dr. House.
Bauchau ist mit der französischen Schauspielerin Mijanou Bardot verheiratet, einer Schwester der Filmschauspielerin Brigitte Bardot. Seine Hobbys sind Gartenarbeit, Zimmermannsarbeit, Yoga und das Sammeln orientalischer Kunst. Er spricht Französisch, Englisch, Spanisch, Italienisch, Deutsch und ein wenig Russisch und Flämisch.

## Filmografie
- 1963: Die Karriere von Suzanne (La Carrière de Suzanne)
- 1967: Die Sammlerin (La Collectionneuse)
- 1968: Tuset Street
- 1968: Fun and Games for Everyone
- 1980: Guns
- 1981, 1988: Cinéma 16 (Fernsehserie, 2 Episoden)
- 1982: Der Stand der Dinge
- 1982: Crystal Gazing
- 1982: Enigma (Sprechrolle)
- 1983: Die Inseln (Les îles)
- 1983: Entre Nous – Träume von Zärtlichkeit (Coup de foudre)
- 1983: Erste Sehnsucht (Premiers Désirs)
- 1984: Emmanuelle 4
- 1984: Die öffentliche Frau (La Femme publique)
- 1984: Le voyage d'hiver
- 1984: Choose Me – Sag Ja (Choose Me)
- 1984: Nucleo zero (Fernsehfilm)
- 1985: Phenomena
- 1985: La nuit porte jarretelles
- 1985: Christopher Columbus (Miniserie, 4 Episoden)
- 1985: James Bond 007 – Im Angesicht des Todes (A View to a Kill)
- 1985: Folie suisse
- 1985: La moitié de l'amour
- 1985: Kane & Abel (Miniserie, Episode 1x02)
- 1986: Lola
- 1986: Ehrbare Ganoven (Conseil de famille)
- 1986: Motten im Licht
- 1987: Cross – Zwei knallharte Profis (Cross)
- 1987: Flashpoint Mexico (Love Among Thieves, Fernsehfilm)
- 1987: Ballade vom Hundestrand (Balada da Praia dos Cães)
- 1987: Riviera (Fernsehfilm)
- 1987: Friendship’s Death
- 1987: Arhangelos tou pathous
- 1987: Accroche-coeur
- 1988: Mount Royal (Fernsehserie, 16 Episoden)
- 1988: Maestro (Le Maître de musique)
- 1989: Miguel Servet (La sangre y la ceniza) (Fernsehserie, 7 Episoden)
- 1989: Jugendsünde (Erreur de jeunesse)
- 1989: Sehnsucht nach Australien (Australia)
- 1989: Comédie d'amour
- 1989: Visioni private
- 1989: Columbo: Selbstbildnis eines Mörders (Murder, a Self Portrait, Fernsehreihe)
- 1990: La mujer de tu vida (Fernsehserie, Episode 1x05)
- 1990: Haute tension (Fernsehserie, eine Episode)
- 1990: Die Madonna und der Drache (The Madonna and the Dragon, Fernsehfilm)
- 1991: Lo más natural
- 1991: Der Klan der Vampire (Blood Ties, Fernsehfilm)
- 1991: Il nodo alla cravatta
- 1991: Dunkle Erleuchtung (The Rapture)
- 1991: Terra Nova
- 1991: Craven
- 1991: Cómo levantar 1000 kilos
- 1992: Mord ist ihr Hobby (Murder, She Wrote, Fernsehserie, Episode 8x14)
- 1992: Robert's Movie (Robert’in Filmi)
- 1992: From Time to Time (Kurzfilm)
- 1992: Chain of Desire
- 1992: Complicazioni nella notte
- 1993: Havanera 1820
- 1993: Rosen sind tot (Acting on Impulse)
- 1993: … und das Leben geht weiter (And the Band Played On, Fernsehfilm)
- 1993: Kommissar Moulin (Commissaire Moulin, Fernsehserie, eine Episode)
- 1994: Day of Reckoning (Fernsehfilm)
- 1994: Lebendig begraben – Mord auf Sendung (Every Breath)
- 1994: Das Kartell (Clear and Present Danger)
- 1994: Dark Side of Genius
- 1994: The New Age
- 1994: Fortune Hunter – Bei Gefahr: Agent Carlton Dial (Fortune Hunter, Fernsehserie, Episode 1x03)
- 1994: Lisbon Story (Lisbon Story – Viagem a Portugal)
- 1995: Countdown des Schreckens (Tom Clancy’s Op Center, Miniserie)
- 1995: Earth 2 (Fernsehserie, Episode 1x15)
- 1995: Tödliche Zeilen (The Interview)
- 1995: Nestor Burmas Abenteuer in Paris (Nestor Burma, Fernsehserie, Episode 4x04)
- 1995: In den Krallen der Leidenschaft (Serpent’s Lair)
- 1996: Kinder des Scheusals (Enfants de salaud)
- 1996: Die heimatlosen drei Könige (I magi randagi)
- 1996: The Beatnicks (Kurzfilm)
- 1996: Embraced – Clan der Vampire (Kindred: The Embraced, Fernsehserie, 8 Episoden)
- 1996–2000: Pretender (The Pretender, Fernsehserie, 86 Episoden)
- 1998: Der Guru (Holy Man)
- 1999: Twin Falls Idaho
- 2000: The Cell
- 2000: The Sculptress
- 2001: Pretender – Nichts scheint wie es ist (The Pretender 2001, Fernsehfilm)
- 2001: The Beatnicks
- 2001: Jackpot
- 2001: Pretender – Insel der Gequälten (The Pretender: Island of the Haunted, Fernsehfilm)
- 2002: Secretary
- 2002: Panic Room
- 2002: C.E.O.
- 2003: Shade
- 2003: The Five Obstructions (Dokumentarfilm)
- 2003: Threat Matrix – Alarmstufe Rot (Threat Matrix, Fernsehserie, Episode 1x10)
- 2003–2005: Carnivàle (Fernsehserie, 16 Episoden)
- 2004: Promised Land
- 2004: Die Liga der Gerechten (Justice League Unlimited, Fernsehserie, Episode 1x04, Sprechrolle)
- 2004: Ray
- 2004: CSI: NY (Fernsehserie, Episode 1x06 Trennungsschmerzen)
- 2005: Dr. House (House, Fernsehserie, Episode 1x13 Vaterfluch)
- 2005: Revelations – Die Offenbarung (Revelations, Miniserie, 2 Episoden)
- 2005: Dead Zone (The Dead Zone, Fernsehserie, Episode 4x04 Die Muse des Malers)
- 2005: Alias – Die Agentin (Alias, Fernsehserie, 2 Episoden)
- 2005: Vampires: The Turning
- 2006: Karla
- 2006: 24 (Fernsehserie, 2 Episoden)
- 2006: El amor y la ciudad
- 2006: Boy Culture – Sex Pays. Love costs (Boy Culture)
- 2006: Suzanne
- 2007: Ladrones
- 2007: The Memory Thief
- 2007: Chrysalis – Tödliche Erinnerung (Chrysalis)
- 2007: Der Kindermörder (The Gray Man)
- 2007: Mystère (Miniserie, 12 Episoden)
- 2007: 9 Lives of Mara
- 2008: Women’s Murder Club (Fernsehserie, Episode 1x10)
- 2008: La velocità della luce
- 2008: Die Möglichkeit einer Insel (La Possibilité d’une île)
- 2008: My Own Worst Enemy (Fernsehserie, Episode 1x07)
- 2009: Der Gestank des Erfolges (The Smell of Success)
- 2009: Numbers – Die Logik des Verbrechens (NUMB3RS, Fernsehserie, Episode 5x14 Sneakerhead)
- 2009: The Perfect Sleep
- 2009: Castle (Fernsehserie, Episode 1x07 Reich und tot)
- 2009: 2012
- 2010: Ausnahmesituation (Extraordinary Measures)
- 2010: How to Make It in America (Fernsehserie, Episode 1x07)
- 2010: Glenn No. 3948 (Glenn, the Flying Robot)
- 2010: Dharma Guns (La succession Starkov)
- 2011: Chaos (Fernsehserie, Episode 1x07)
- 2011: Burn Notice (Fernsehserie, Episode 5x09 Der Uhrmacher)
- 2012: Get the Gringo
- 2012: Satellite of Love
- 2012: Ghost Soldiers
- 2012: Pearl (Kurzfilm)
- 2013: Big Ass Spider!
- 2013: Four Senses
- 2014: Amnesiac
- 2015: Every Thing Will Be Fine
- 2015: Mega Shark vs. Kolossus
- 2015: The Girl King
- 2015: Ich und Kaminski
- 2015: Crossing Lines (Fernsehserie, Episode 3x08)
- 2016: Beyond Metal
- 2016–2017: The Affair (Fernsehserie, 2 Episoden)
- 2019: Against the Clock
- 2019: Das Rätsel (Les Traducteurs)